# Dolmen de Son Real
Le dolmen de Son Real est un dolmen situé sur la commune de Santa Margalida sur l'île de Majorque dans l'archipel des Îles Baléares en Espagne. 

## Description
Le dolmen a été édifié au bord de la Mer Méditerranée à environ 100 m du rivage dans la baie d'Alcúdia. C'est une construction inachevée : selon les hypothèses avancées par les auteurs de la fouille, il a été abandonné au profit de la nécropole de Son Real.